# Timi Yuro

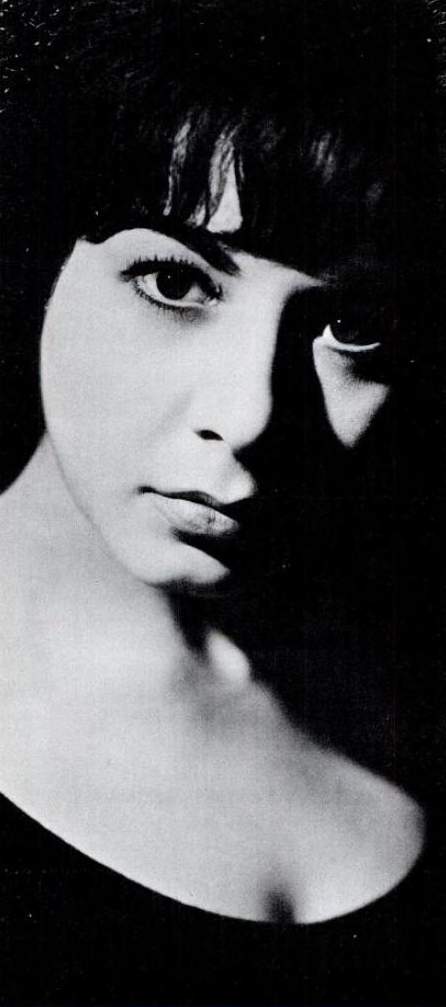
Timi Yuro, 1965

Timi Yuro (geboren als Rosemary Timotea Yuro oder Rosemary Timotea Aurro; * 4. August 1940 in Chicago, Illinois; † 30. März 2004 in Las Vegas, Nevada) war eine US-amerikanische Soul- und Rhythm-and-Blues-Sängerin.

## Leben
Mit ihrer Familie zog Yuro, die italienischer Abstammung war, 1952 nach Los Angeles. Dort sang sie im italienischen Lokal ihrer Eltern und in kleinen Clubs, wo sie von Talentscouts entdeckt wurde.

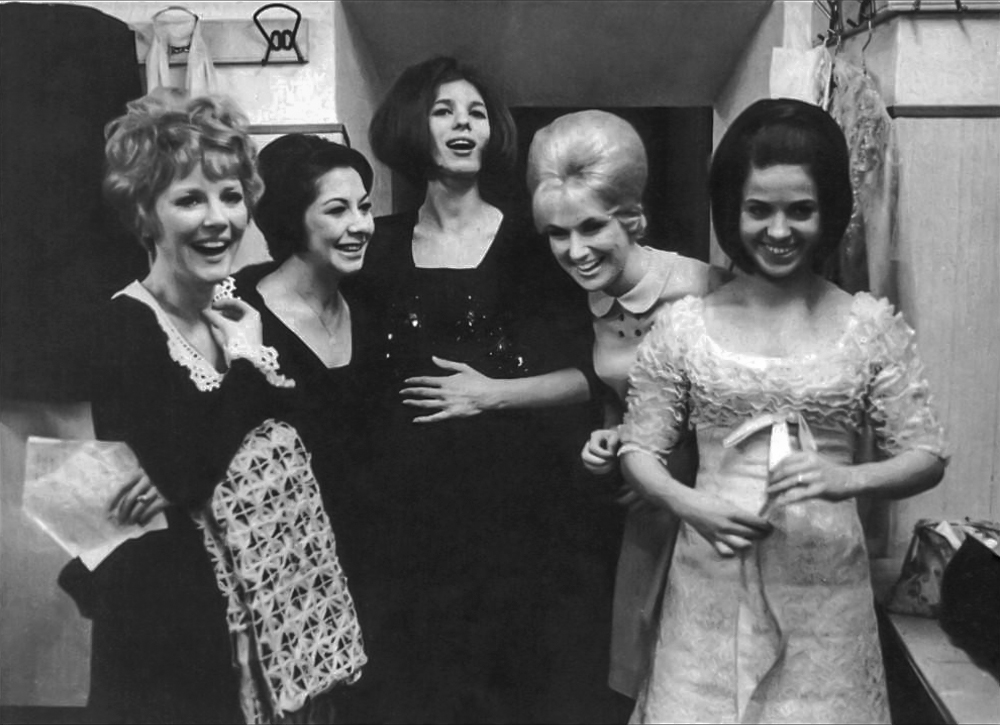
Yuro (Zweite von links) mit Petula Clark, Iva Zanicchi, Dusty Springfield und Audrey Arno beim 15. Sanremo-Festival in Sanremo (Januar 1965).

Nachdem sie 1959 einen Plattenvertrag bei Liberty Records unterschrieben hatte, wurde ihre erste Billboard Hitsingle 1961 Hurt auf Platz 4 verzeichnet, eine Coverversion der R&B-Ballade von Roy Hamilton. Sowohl hier als auch bei dem Nachfolgehit 1962 What’s a Matter Baby (Is It Hurting You?), der bis auf Platz 12 stieg, konnte Yuro ihre starke stimmliche Ausdruckskraft zeigen, die an Dinah Washington und andere farbige Sängerinnen erinnerte. Aufgrund dessen hielten viele Fans in den frühen 1960ern Yuro für eine Schwarze.
1961 tourte sie mit Frank Sinatra als Vorprogramm bei dessen Tournee durch Australien. Im November 1962 veröffentlichte Yuro die erste Version des Lieds The Love of a Boy von Burt Bacharach und Hal David, das später von Sängerinnen wie Dionne Warwick und Julie Rogers gecovert wurde.
Zwischen 1961 und 1965 produzierte sie mit Clyde Otis elf Top-100-Singles. Im September 1963 veröffentlichte Liberty Make the World Go Away, ein Album mit Country- und Blues-Standards. Auf dem Höhepunkt ihrer stimmlichen Ausdruckskraft angelangt, enthält dieses Album neben dem Titelsong gleichen Namens u. a. eine Coverversion von Willie Nelsons Permanently Lonely und zwei unterschiedliche Aufnahmen des Bluestitels I’m Movin’ On.
Ebenfalls bekannt wurde Yuro für ausdrucksstarke Coverversionen amerikanischer Standards wie Let Me Call You Sweetheart, Smile und I Apologize.
Ende der 1960er Jahre tourte Yuro zwischen London und Las Vegas, trotzdem hatte die Karriere ihren ersten Höhepunkt überschritten. Ihr letztes Studioalbum der 60er Jahre, Something Bad on My Mind, erschien im September 1968. Nach ihrer Heirat mit Robert Selnick 1969 stieg Yuro aus dem Musikbusiness aus. 1971 wurde die gemeinsame Tochter Milan Selnick geboren.
Während sie 1980 ein Comebackversuch startete und bereits eine 14-köpfige Band zusammengestellt hatte, bekam sie plötzlich akute Kehlkopfprobleme. Nach sechsmonatiger Pause nahm sie All Alone Am I auf, der 1981 in Europa veröffentlicht und ein großer Erfolg wurde. 1982 trat sie zwei Wochen hintereinander mit ihrer Show in Las Vegas auf.
Im September 1981 begeisterte sie mehr als 20.000 Zuschauer in Rotterdam, als sie zusammen mit Olivia Newton-John und Art Garfunkel auftrat. Sie war erneut erfolgreich, unternahm drei weitere Europatourneen und veröffentlichte drei weitere Alben, das letzte 1984 Timi Yuro Sings Willie Nelson, von ihrem alten Freund Nelson produziert.
In den späten 80er Jahren bekam sie erneut Stimmprobleme, es wurde Kehlkopfkrebs diagnostiziert, 2002 wurde ihr Kehlkopf entfernt. Sie lebte danach zurückgezogen und verstarb 2004.
Yuro hat immer noch viele Fans. Schenkt man dem Nachruf in ihrem Lokalblatt, der Las Vegas Sun, Glauben, so war einer ihrer größten Elvis Presley. Er hatte mit seiner 1976er Version von Hurt einen Top-10-Hit in den Country-Charts.
Im April 2004 verkündete Morrissey offiziell ihren Tod auf seiner Webseite und bezeichnete sie dort als seine Lieblingssängerin. 1994 veröffentlichte er im Duett mit Siouxsie Sioux eine Version ihres Titels Interlude.
P. J. Proby kannte Timi Yuro aus ihrer gemeinsamen Zeit in Hollywood und erwähnte dies oft, wenn er in seinen Shows Hurt sang.

## Diskographie (Auswahl)

### Alben
| Jahr | Titel       | Höchstplatzierung, Gesamtwochen, AuszeichnungChartsChartplatzierungen (Jahr, Titel, Platzierungen, Wochen, Auszeichnungen, Anmerkungen) | Anmerkungen |
| Jahr | Titel       | US | Anmerkungen |
| ---- | ----------- | --- | ----------- |
| 1961 | Hurt!!!!!!! | US51 (13 Wo.)US | Liberty     |

Weitere Alben
- Let Me Call You Sweetheart (Liberty, 1962)
- Soul! (Liberty, 1962)
- What’s a Matter Baby (Liberty, 1962)
- Make the World Go Away (Liberty, 1963)
- The Amazing Timi Yuro (Mercury, 1964)
- Something Bad on My Mind (Liberty, 1968)
- All Alone am I (Dureco Benelux, 1981)
- Today (Ariola, 1982)
- I’m Yours (Arcade, 1982)

### Singles
| Jahr | Titel Album                                | Höchstplatzierung, Gesamtwochen, AuszeichnungChartsChartplatzierungen (Jahr, Titel, Album, Platzierungen, Wochen, Auszeichnungen, Anmerkungen) | Anmerkungen |
| Jahr | Titel Album                                | US | Anmerkungen |
| ---- | ------------------------------------------ | --- | --- |
| 1961 | Hurt Hurt!!!!!!!                           | US4 (12 Wo.)US | Autoren: Al Jacobs, Jimmie Crane; war 1955 ein R&B-Hit für Roy Hamilton                                                                |
| 1961 | I Apologize Hurt!!!!!!!                    | US72 (3 Wo.)US | Autoren: Al Hoffman, Ed Nelson, Al Goodhart; 1931 ein Hit für Bing Crosby                                                              |
| 1961 | Smile –                                    | US42 (6 Wo.)US | Autor: Charlie Chaplin, Film: Moderne Zeiten (1936)                                                                                    |
| 1961 | She Really Loves You –                     | US93 (2 Wo.)US | B-Seite von Smile Autoren: Timi Yuro, Clyde Otis                                                                                       |
| 1962 | Let Me Call You Sweetheart –               | US66 (5 Wo.)US | Autoren: Leo Friedman, Beth Slater Whitson; 1911 ein Hit für das Peerless Quartet                                                      |
| 1962 | What’s a Matter Baby (Is It Hurting You) – | US12 (11 Wo.)US | Autoren: Clyde Otis, Joy Byers |
| 1962 | The Love of a Boy –                        | US44 (8 Wo.)US | Autoren: Burt Bacharach, Hal David |
| 1963 | Insult to Injury –                         | US81 (1 Wo.)US | Autoren: Laurence Weiss, Lockie Edwards, Eddie Snyder, June Tansey                                                                     |
| 1963 | Make the World Go Away –                   | US24 (11 Wo.)US | Autor: Hank Cochran; im selben Jahr ein Country-Hit für Ray Price, 1965 kam Eddy Arnold damit in die Top 10                            |
| 1963 | Gotta Travel On –                          | US64 (7 Wo.)US | Autoren: Paul Clayton, Pete Seeger, Lee Hays, Fred Helleman, Ronnie Gilbert, Larry Ehrlich, Dave Lazer; 1958 ein Hit für Billy Grammer |
| 1965 | You Can Have Him –                         | US96 (2 Wo.)US | Autor: Bill Cook Antwortsong auf You Can Have Her, 1961 ein Hit für Roy Hamilton                                                       |

Weitere Singles
- I Believe (mit Johnnie Ray, 1961)
- Count Everything (1962)
- It’s Too Soon to Know (1962)
- Just Say I Love Him (1963)
- Should I Ever Love Again (1964)
- I’m Movin’ On (1964)
- Johnny (1964)
- Permanently Lonely (1964)
- If (1964)
- Get Out of My Life (1965)
- Big Mistake (1965)
- Pretend (1965)
- Turn the World Around the Other Way (1966)
- Once a Day (1966)
- Why Not Now (1967)
- Interlude (1968)
- As Long As There Is You (1969)
- When Something Is Wrong with My Baby (1974)
- Southern Lady (1975)

### Coverversionen
Die Small Faces veröffentlichten im August 1966 eine Coverversion von What’s a Matter Baby (Is It Hurting You). Morrissey und Siouxsie Sioux veröffentlichten 1994 ein Duet vom Lied Interlude. Sie änderten nichts an dem Liedtext und sangen es so, wie es Timi Yuro ursprünglich machte.